# Ain El Berd
Ain El Berd (em árabe: عين البرد) é uma comuna localizada na província de Sidi Bel Abbès, Argélia. Segundo o censo de 2008, a população total da cidade era de 16 013 habitantes.